# São João (Lisboa)
São João é uma parte da cidade e antiga freguesia portuguesa do concelho de Lisboa, com 1,51 km² de área e 15 187 habitantes (2011). Densidade: 10 057,6 hab/km².
Foi uma das 12 freguesias criadas pela reorganização administrativa da cidade de Lisboa de 7 de fevereiro de 1959, por desanexação da freguesia da Penha de França e ajustes nos limites com as freguesias do Beato e de Santa Engrácia.
Como consequência de uma reorganização administrativa, oficializada a 8 de novembro de 2012 e que entrou em vigor após as eleições autárquicas de 2013, foi determinada a extinção da freguesia, sendo o seu território integralmente reincorporado na freguesia da Penha de França.

## População
★ Freguesia criada pelo decreto-lei nº 42.142, de 07/02/1959
| 1960   | 1970   | 1981   | 1991   | 2001   | 2011   |
| 32 466 | 27 744 | 24 889 | 21 960 | 17 073 | 15 187 |

 Grupos etários em 2001 e 2011			

|     | 0-14 anos    | 15-24 anos   | 25-64 anos   | 65 e + anos  |
| Hab | 1730 \| 1615 | 2049 \| 1376 | 8728 \| 8092 | 4566 \| 4104 |
| Var | -7%          | -33%         | -7%          | -10%         |

## Património
- Convento de Santos-o-Novo
- Forte de Santa Apolónia ou Baluarte de Santa Apolónia
- Museu Nacional do Azulejo
- Cemitério do Alto de São João
- Igreja/Mosteiro da Madre de Deus
- Palácio dos Marqueses de Niza

## Arruamentos
A freguesia de São João continha 54 arruamentos. Eram eles:
| - Alto do Varejão - Avenida Afonso III - Avenida Infante Dom Henrique - Avenida Marechal Francisco da Costa Gomes - Avenida Mouzinho de Albuquerque - Azinhaga do Alto do Varejão - Calçada da Cruz da Pedra - Calçada da Ladeira - Calçada das Lajes - Caminho do Alto do Varejão - Estrada de Chelas - Largo de Santos o Novo - Largo Mendonça e Costa - Parada do Alto de São João - Praça Aires de Ornelas - Praça Dr. Ernesto Roma - Praça João de Azevedo Coutinho - Praça Paiva Couceiro | - Praceta do Alto do Varejão - Rua Actor Joaquim de Almeida - Rua Actor Vale - Rua Adolfo Coelho - Rua Álvaro de Santa Rita Vaz - Rua António Gonçalves - Rua António Luís Inácio - Rua Barão de Sabrosa - Rua Braamcamp Freire - Rua Coronel Ferreira do Amaral - Rua Coronel Luna de Oliveira - Rua da Madre de Deus - Rua David Lopes - Rua do Cruzado Osberno - Rua do Sol a Chelas - Rua Dom Domingos Jardo - Rua Dom Fuas Roupinho - Rua dos Baldaques | - Rua Dr. Oliveira Ramos - Rua Edith Cavel - Rua Emília Eduarda - Rua Engenheiro Santos Simões - Rua Henrique Barrilaro Ruas - Rua José Inácio de Andrade - Rua Joseph Piel - Rua Lopes - Rua Luís Monteiro - Rua Melo Gouveia - Rua Morais Soares - Rua Nélson de Barros - Rua Paio Peres Correia - Rua Quatro de Agosto - Rua Sabino de Sousa - Rua Sousa Viterbo - Travessa da Amorosa - Travessa do Alto do Varejão |